# Hipòtesi de Lindelöf
En matemàtiques, la hipòtesi de Lindelöf és una conjectura formulada pel matemàtic finlandès Ernst Leonard Lindelöf (vegeu Lindelöf (1908)) sobre la taxa de creixement de la funció zeta de Riemann en la línia crítica i que està implicada per la hipòtesi de Riemann.
Aquesta postula que, per a qualsevol ε > 0,
{\displaystyle \zeta \left({\frac {1}{2}}+it\right){\mbox{ és }}{\mathcal {O}}(t^{\varepsilon }),}
quan t tendeix a infinit (vegeu notació de Landau). Ja que ε pot ser reemplaçat per un valor menor, aquesta conjectura també pot postular-se com:
Per a qualsevol nombre real positiu ε,
{\displaystyle \zeta \left({\frac {1}{2}}+it\right){\mbox{ és }}o(t^{\varepsilon }).}

## La funció μ
Si σ és real, llavors μ(σ) es defineix com l'ínfim de tots els nombres reals a tals que ζ(σ + iT) = O(T a)). És trivial el observar que μ(σ) = 0 per a σ > 1, i l'equació funcional de la funció zeta implica que μ(1 − σ) = μ(σ) − σ + 1/2. El teorema de Phragmén-Lindelöf implica també que μ és convexa. La hipòtesi de Lindelöf assegura que μ(1/2) = 0, el que juntament amb les propietats esmentades abans de μ impliquen que μ(σ) és 0 per a σ ≥ 1/2, i 1/2 − σ per a σ σ ≤ 1/2.
El resultat de convexitat de Lindelöf juntament amb μ(1) = 0 y μ(0) = 1/2 impliquen que 0 ≤ μ(1/2) ≤ 1/4. El límit superior de 1/4 va ser rebaixat per Hardy i Littlewood a 1/6 mitjançant l'aplicació del mètode de Weyl d'estimació de sumes exponencials per a l'equació funcional aproximada de la funció zeta. Des de llavors, aquest límit ha estat rebaixat significativament a una quantitat menor que 1/6 per diversos autors, usant llargues i complexes demostracions, com indica la següent taula:
| μ(1/2) ≤ | μ(1/2) ≤ | Autor                  |                     |
| -------- | -------- | ---------------------- | ------------------- |
| 1/4      | 0,25     | Lindelöf (1908)        | Límit de convexitat |
| 1/6      | 0,1667   | Hardy & Littlewood (?) |                     |
| 163/988  | 0,1650   | Walfisz (1924)         |                     |
| 27/164   | 0,1647   | Titchmarsh (1932)      |                     |
| 229/1392 | 0,164512 | Phillips (1933)        |                     |
|          | 0,164511 | Rankin (1955)          |                     |
| 19/116   | 0,1638   | Titchmarsh (1942)      |                     |
| 15/92    | 0,1631   | Min (1949)             |                     |
| 6/37     | 0,16217  | Haeneke (1962)         |                     |
| 173/1067 | 0,16214  | Kolesnik (1973)        |                     |
| 35/216   | 0,16204  | Kolesnik (1982)        |                     |
| 139/858  | 0,16201  | Kolesnik (1985)        |                     |
| 32/205   | 0,1561   | Huxley (2002)          |                     |

## Relació amb la hipòtesi de Riemann
Backlund (1918-1919) va mostrar que la hipòtesi de Lindelöf és equivalent al següent enunciat sobre els zeros de la funció zeta: 
Per a cada ε > 0, el nombre de zeros amb part real com a mínim 1/2 + ε i la part imaginària T i T + 1 és o(log (T)) quan T tendeix a infinit. La hipòtesi de Riemann implica que no hi ha cap zero en aquesta regió, així doncs implica a la hipòtesi de Lindelöf. Se sap que el nombre de zeros amb part imaginària T i T + 1 és O(log(T)), així que la hipòtesi de Lindelöf sembla només una mica més fort que el que ja ha estat demostrat, però tot i això, segueix resistint a tots els intents de demostració, sent aquests ja molt complicats.

## Mitjana de les potències de la funció zeta
La hipòtesi de Lindelöf és equivalent a l'afirmació que
{\displaystyle \int _{0}^{T}|\zeta (1/2+it)|^{2k}\,dt=O(T^{1+\varepsilon })}
per a tots els enters positius k i per a tots els nombres reals positius ε. Aquesta afirmació ha estat demostrada per k = 1 o 2, però el cas k = 3 sembla més complex i encara es troba com un problema obert.
Hi ha una més precisa conjectura sobre el comportament asimptòtic d'aquesta integral: Es creu que
{\displaystyle \int _{0}^{T}|\zeta (1/2+it)|^{2k}\,dt=T\sum _{j=0}^{k^{2}}c_{k,j}\log(T)^{k^{2}-j}+o(T)}
per a algunes constants ck,j. Això va ser demostrat per John Edensor Littlewood per k = 1 i per Heath-Brown (1979) per k = 2 (estenent un resultat de Ingham (1926) el qual va trobar el terme principal).
Conrey & Ghosh (1998) va suggerir el valor {\displaystyle (42/9!)\prod _{p}\left((1-p^{-1})^{4}(1+4p^{-1}+p^{-2})\right)} per al coeficient principal quan k és 6, i Keating & Snaith (2000) van usar teoria de matrius aleatòries per suggerir algunes conjectures sobre els valors dels coeficients per a valors de k grans. Els coeficients principals ha estat conjecturats per ser el producte d'un factor elemental, un certa producte sobre nombres primers, i el nombre de n per n en taules de Young donat per la següent seqüència:
- 1, 1, 2, 42, 24024, 701149020, (successió A039622 a l'OEIS).

## Altres conseqüències
Denotant com pn el n-èsim nombre primer, un resultat donat per Albert Ingham, mostra que la hipòtesi de Lindelöf implica que, per qualsevol ε > 0,
{\displaystyle p_{n+1}-p_{n}\ll p_{n}^{1/2+\varepsilon }\,}
si n es prou gran. No obstant això, aquest resultat és molt pitjor que l'àmplia conjectura de l'espai entre primers consecutius.